# Pierre-Augustin Hulin
Pierre-Augustin Hulin (vagy Hullin) (Párizs, 1758. szeptember 6. – Párizs, 1841. január 9.) gróf, francia tábornok.

## Élete
1789-ben részt vett a Bastille ostromlásában, azután a konventnek lett tagja és egy ideig fogva is tartották. 1796-tól a köztársasági zászló alatt harcolt Észak-Itáliában, ahol különösen 1802-ben Masséna tábornok alatt tűnt ki. 1804 márciusában elnöke volt annak a haditörvényszéknek, mely az Enghien hercegét halálra ítélte. Jutalmul I. Napóleon császár bárói, majd grófi címet adományozott számára. 1806-ban a poroszok ellen küzdött és Berlinben lett térparancsnok, 1812-ben pedig Párizsban. 1814-ben Mária Lujzát Blois-ba kísérte. A száz nap idején ő is visszatért és Napóleonhoz csatlakozott, ezért a Bourbonok száműzték Franciaországból.
1819-ben engedélyt kapott a visszatérésre. Nem sokkal később teljesen megvakult. Amikor Savary vádat emelt ellene Enghien herceg 1804-es kivégeztetése miatt, Hulin a maga igazolására az „Explications offertes aux hommes impartiaux du sujet de la commission militaire institutée, pour juger de la duc d’Enghien” című védiratot adta ki 1815-ben.